# Dai jezik
Dai jezik (ISO 639-3: dij), austronezijski jezik sjevernobabarske podskupine kojim u Molucima govori 820 ljudi (2007 SIL) na otoku Dai u selima Sinairusi, Lewa i Hertuti.
Leksički mu je najbliži jezik dawera-daweloor [ddw] s kojim uz sjevernobabarski [bcd] čini sjevernobabarsku podskupinu jezika

## Vanjske poveznice
- Ethnologue (14th)
- Ethnologue (15th)